# Сант-Анджело-д'Аліфе
Сант-Анджело-д'Аліфе (італ. Sant'Angelo d'Alife) — муніципалітет в Італії, у регіоні Кампанія,  провінція Казерта.
Сант-Анджело-д'Аліфе розташований на відстані близько 160 км на схід від Рима, 60 км на північ від Неаполя, 34 км на північ від Казерти.
Населення — 2304 особи (2014).
Щорічний фестиваль відбувається 7 травня. Покровитель — святий Архангел Михаїл.

## Демографія
Населення за роками:

Станом на 1 січня 2023 року в муніципалітеті офіційно проживали 54 іноземці з 13 країн, серед них 19 громадян країн Євросоюзу та 3 громадяни України.

## Сусідні муніципалітети
- Аліфе
- Бая-е-Латіна
- П'єдімонте-Матезе
- П'єтравайрано
- Равісканіна
- Сан-Грегоріо-Матезе
- Валле-Агрикола